# Sydney International 2018
Il Sydney International 2018 è stato un torneo di tennis giocato sul cemento. È stata la 126ª edizione del torneo facente parte della categoria ATP Tour 250 nell'ambito dell'ATP World Tour 2018 e della categoria WTA Premier nell'ambito del WTA Tour 2018. Si è giocato nell'impianto NSW Tennis Centre a Sydney, in Australia, dal 7 al 13 gennaio 2018.

## Partecipanti ATP

### Teste di serie
| Nazionalità          | Giocatore             | Ranking* | Testa di serie |
| -------------------- | --------------------- | -------- | -------------- |
| Spagna               | Albert Ramos Viñolas  | 23       | 1              |
| Lussemburgo          | Gilles Müller         | 25       | 2              |
| Argentina            | Diego Schwartzman     | 26       | 3              |
| Italia               | Fabio Fognini         | 27       | 4              |
| Francia              | Adrian Mannarino      | 28       | 5              |
| Germania             | Philipp Kohlschreiber | 29       | 6              |
| Bosnia ed Erzegovina | Damir Džumhur         | 30       | 7              |
| Germania             | Miša Zverev           | 33       | 8              |

* Ranking al 1º gennaio 2018.

### Altri partecipanti
I seguenti giocatori hanno ricevuto una wildcard per il tabellone principale:
- Alex Bolt
- John Millman
- Jordan Thompson

I seguenti giocatori sono entrati in tabellone come Special exempts:
- Alex de Minaur
- Gilles Simon

I seguenti giocatori sono passati dalle qualificazioni:

- Evgenoj Donskoj
- Daniil Medvedev
- Alexei Popyrin
- Aleksandar Vukic

I seguenti giocatori sono entrati in tabellone come lucky loser:
- Ričardas Berankis

### Ritiri
Prima del torneo
- Filip Krajinović → sostituito da  Ričardas Berankis
- Kei Nishikori → sostituito da  Viktor Troicki

Durante il torneo
- Damir Džumhur

## Partecipanti WTA

### Teste di serie
| Nazionalità | Giocatore            | Ranking* | Testa di serie |
| ----------- | -------------------- | -------- | -------------- |
| Spagna      | Garbiñe Muguruza     | 2        | 1              |
| Stati Uniti | Venus Williams       | 5        | 2              |
| Lettonia    | Jeļena Ostapenko     | 7        | 3              |
| Regno Unito | Johanna Konta        | 9        | 4              |
| Francia     | Kristina Mladenovic  | 11       | 5              |
| Stati Uniti | Sloane Stephens      | 13       | 6              |
| Germania    | Julia Görges         | 14       | 7              |
| Lettonia    | Anastasija Sevastova | 16       | 8              |

* Ranking al 1º gennaio 2018.

### Altri partecipanti
Le seguenti giocatrici hanno ricevuto una wildcard per il tabellone principale:
- Garbiñe Muguruza
- Ellen Perez
- Olivia Rogowska
- Samantha Stosur

Le seguenti giocatrici sono passati dalle qualificazioni:

- Kristie Ahn
- Catherine Bellis
- Verónica Cepede Royg
- Camila Giorgi

Le seguenti giocatrici sono entrate in tabellone come lucky loser:
- Lara Arruabarrena
- Carina Witthöft

### Ritiri
Prima del torneo
- Julia Görges → sostituita da  Carina Witthöft
- Anastasija Pavljučenkova → sostituita da  Ekaterina Makarova
- Peng Shuai → sostituita da  Lara Arruabarrena

Durante il torneo
- Garbiñe Muguruza
- Mirjana Lučić-Baroni
- Kristina Mladenovic

## Punti e montepremi
| Torneo              | Torneo              | V       | F      | SF     | QF     | 2T     | 1T    | Q  | Q3    | Q2    | Q1  |
| Singolare femminile | Punti               | 470     | 305    | 185    | 100    | 55     | 1     | 25 | 18    | 13    | 1   |
| Singolare femminile | Premi in denaro ($) | 137,125 | 73,201 | 39,132 | 20,970 | 11,245 | 6,140 | –  | 3,210 | 1,705 | 945 |
| Doppio femminile    | Punti               | 470     | 305    | 185    | 100    | -      | 1     | –  | –     | –     | –   |
| Doppio femminile    | Premi in denaro ($) | 42,850  | 22,900 | 12,510 | 6,365  | -      | 3,460 | –  | –     | –     | –   |

## Campioni

### Singolare maschile
Daniil Medvedev ha sconfitto in finale  Alex de Minaur con il punteggio di 1–6, 6–4, 7–5.

### Singolare femminile
Angelique Kerber ha sconfitto in finale  Ashleigh Barty con il punteggio di 6–4, 6–4.

### Doppio maschile
Łukasz Kubot /  Marcelo Melo hanno sconfitto in finale  Jan-Lennard Struff /  Viktor Troicki con il punteggio di 6–3, 6–4.

### Doppio femminile
Gabriela Dabrowski /  Xu Yifan hanno sconfitto in finale  Latisha Chan /  Andrea Sestini Hlaváčková con il punteggio di 6–3, 6–1.